# Mångmanskogen
Mångmanskogen är ett naturreservat i Sollefteå kommun i Västernorrlands län.
Området är naturskyddat sedan 2017 och är 100 hektar stort. Reservatet omfattar ett område omkring Mångmanån nordost om Ångermanälven och består av granskog med tallskog på höjdpartier.